# Кетрін Курц
Кетрін Ірен Курц (англ. Katherine Irene Kurtz) — американська письменниця, автор романів у жанрі фентезі.

## Біографія
Народилася в містечку Корал-Гейблс, штат Флорида, США. У школі, крім художньої літератури її цікавили книги з історії та хімії. Цікавість до хімії допомогла їй вийти в півфінал конкурсу молодих дослідників свого штату. Завдяки цій перемозі вона поступити до Університету Маямі. Закінчила його зі ступенем бакалавра з хімії (1966). Продовжила навчання в університетському Медичному коледжі, але через рік несподівано відмовилася від кар'єри лікаря, вирішивши стати професійним письменником. Вона поїхала в Лос-Анджелес для продовження освіти в галузі середньовічної історії в Каліфорнійському університеті, після закінчення якого отримала ступінь магістра мистецтв, захистивши дисертацію з історії середньовічної Англії (1971).
У 1969 році Кетрін Курц була запрошена у Департамент поліції Лос-Анджелеса на посаду помічника з адміністративної роботи, а після закінчення магістратури переведена у Поліцейську академію старшим інструктором, де і пропрацювала до 1981 року.
Ще під час вивчення середньовічної історії в Каліфорнійському університеті, Кетрін Куртц вступила до «Товариства креативного анахронізму» — творчої групи, що займається реконструкцією європейського середньовіччя. У цьому товаристві вона була відома під ім'ям «Біван Фрейзер, графиня Стерлінзька» і двічі займала трон «Королеви Заходу». Серед «креативних анахроністов» вона зустріла і свого майбутнього чоловіка — видавця і продюсера Скотта Макміллана, за якого вона вийшла заміж 9 квітня 1983 року.
У 1986 році подружжя переселилися з Каліфорнії в Ірландію, де придбали замок Холібрук-Холл в графстві Віклоу. В даний час Кетрін Куртц, разом зі своїм чоловіком, і його сином від першого шлюбу, Камероном, проживає в штаті Вірджинія, США, куди сім'я повернулася в 2007 році.

## Творчість
Ще під час навчання у школі вона захопилася читанням фентезі. Писати вона почала у піджанрі історичної фентезі, де «дія відбувається в світі, близькому до реального земного середньовіччя, а використовувана магія швидше нагадує екстрасенсорні здібності». У жовтні 1965 року завершила повість «Лорди Сорандора».
Перший роман «Відродження Деріні» вийшов у світ у серпні 1970 року, а незабаром за ним опубліковано два продовження, які сформували першу трилогію про всесвін Деріні — «Хроніки Деріні». У наступні роки видано інші книги із серії: у 1976—1981 роках була опублікована трилогія «Легенди про Кембера Кулдського», останній роман якої був удостоєний премії «Балрог», а у 1984—1986 і у 1989—1994 роках вийшли ще дві трилогії — «Історії короля Келсона» і «Спадкоємці святого Кембера». «Історії короля Келсона» в 2000 році доповнена новим романом — «Наречена короля Келсона». Нарешті, у 2003 і 2006 роках виходять перші два романи нової трилогії — «На королівській службі» та «Чайльд Морган». У 2014 році вийшла третя частина трилогії — «Королі Деріні».
Крім романів, Кетрін Курц опублікувала збірку оповідань «Архіви Деріні» (1986), гримуар «Магія Деріні» (1990) і енциклопедію «Codex Derynianus» (1997 , у співавторстві з Робертом Реджинальдом). Також під її редакцією вийшла збірка оповідань її шанувальників — «Легенди Деріні» (2002).
Крім історичної фентезі Кетрін Курц також працювала і в інших жанрах. Так в співавторстві з Деборою Тернер Гарріс вона написала два цикли — історичний детектив з елементами містики «Адепт» (1991—1996) і кріптоісторичну фантастику «Тамплієри» (1998—2002). А разом зі своїм чоловіком Скоттом Макмілланом — детективний цикл про вампірів «Лицарі крові» (1993—1994).

## Нагороди
Премія пам'яті Едмонда Гамільтона
- 1977 за роман «Кембер Кулдський»

Премія Балрог
- 1982 за роман «Камбер-єретик»